# Wilde hyacint
De wilde hyacint of boshyacint (Hyacinthoides non-scripta, in oudere literatuur vaak Scilla non-scripta) is een plant uit de aspergefamilie (Asparagaceae).

## Naamgeving en systematiek
De plant kreeg zijn wetenschappelijke naam in 1753 van Carl Linnaeus, die hem in zijn publicatie Species plantarum als Hyacinthus non-scriptus in het geslacht Hyacinthus plaatste. Linnaeus verwees voor eerder gepubliceerde beschrijvingen en voor synoniemen naar zijn eigen Hortus Cliffortianus (1738), naar Florae leydensis prodromus (1740) van Adriaan van Royen, en naar de Pinax theatri botanici (1623) van Gaspard Bauhin. De referenties hebben gemeen dat ze naar "Hyacinthus non-scriptus" in Stirpium historiae pemptades sex (1583) van Rembert Dodoens verwijzen. Bauhin vermeldt daarnaast ook nog Joachim Camerarius junior en de veel oudere Dioscorides als referenties voor de soortaanduiding "non-scriptus".
Dodoens geeft aan dat er in de klassieke literatuur twee soorten "Hyacinthus" te vinden zijn. De soort die "scriptus" wordt genoemd vermeldt hij in de inleiding van zijn tweede boek. Hier verhaalt hij van de jongeling Hyakinthos, uit wiens bloed de hyacint zou zijn ontsproten, en waarop de tranen van de om hem wenende Apollo de letters "ai ai" gevormd zouden hebben. De andere soort was kleiner, en kon (om aan te geven dat het een andere soort dan de eerste was) non-scriptus genoemd worden.
De soort werd in 1803 door Johann Centurius von Hoffmannsegg en Johann Heinrich Friedrich Link in het geslacht Scilla geplaatst. De plaatsing in het geslacht Hyacinthoides, die nu veelal wordt gevolgd, gebeurde voor het eerst in 1934 door Pierre Chouard en werd in 1944 formeel gepubliceerd door Werner Hugo Paul Rothmaler.

## Kenmerken

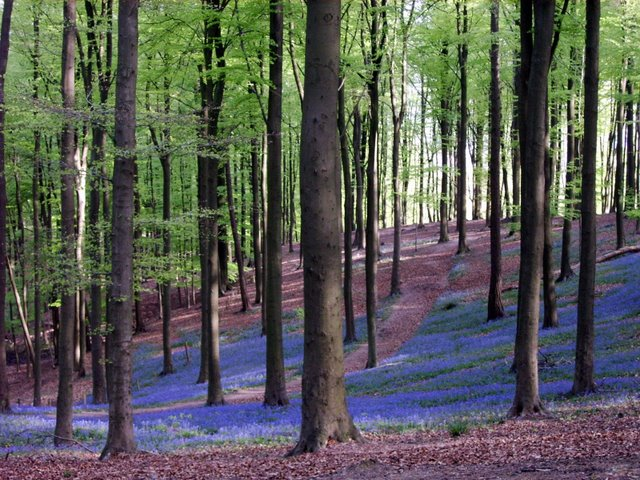
Wilde hyacinten in het Muziekbos (Vlaamse Ardennen)

De bladeren zijn lijn-lancetvormig, lang en 0,3-1 cm breed.
De geurende bloemen zijn buis- tot licht klokvormig en hebben gele helmknoppen. Alleen de uiteinden van de tepalen zijn teruggebogen. De bloemen zijn trosvormig gegroepeerd, en hangen naar een zijde. Witte exemplaren worden vaak aangetroffen. Roze vormen zijn zeldzamer. De vrucht is eivormig, de zaden zijn zwart.
De favoriete standplaats is in loofbossen. De plant vermeerdert zich door zaadvorming en vegetatief door bijbolletjes.

## Verspreiding

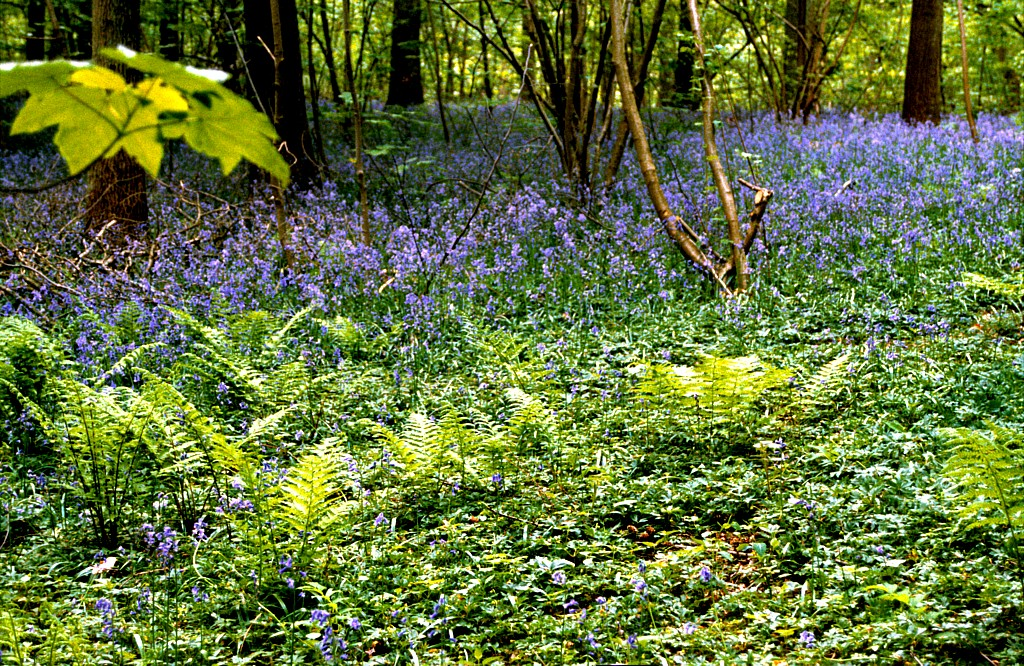
Wilde hyacinten in het Belgische Hallerbos

De plant is afkomstig uit West-Europa. Het verspreidingsgebied beslaat het noorden van het Iberisch Schiereiland, de Britse Eilanden, West-Frankrijk en West-België. Elders zoals in West-Nederland en Noordwest-Duitsland is de plant vermoedelijk verwilderd.
In het Iberisch Schiereiland en Noord-Afrika wordt de soort vervangen door de Spaanse hyacint Hyacinthoides hispanica, die bredere bladeren (1-1,5 cm) en een rechtopstaande stengel met geurloze, klokvormige bloemen met blauwe helmknoppen heeft.

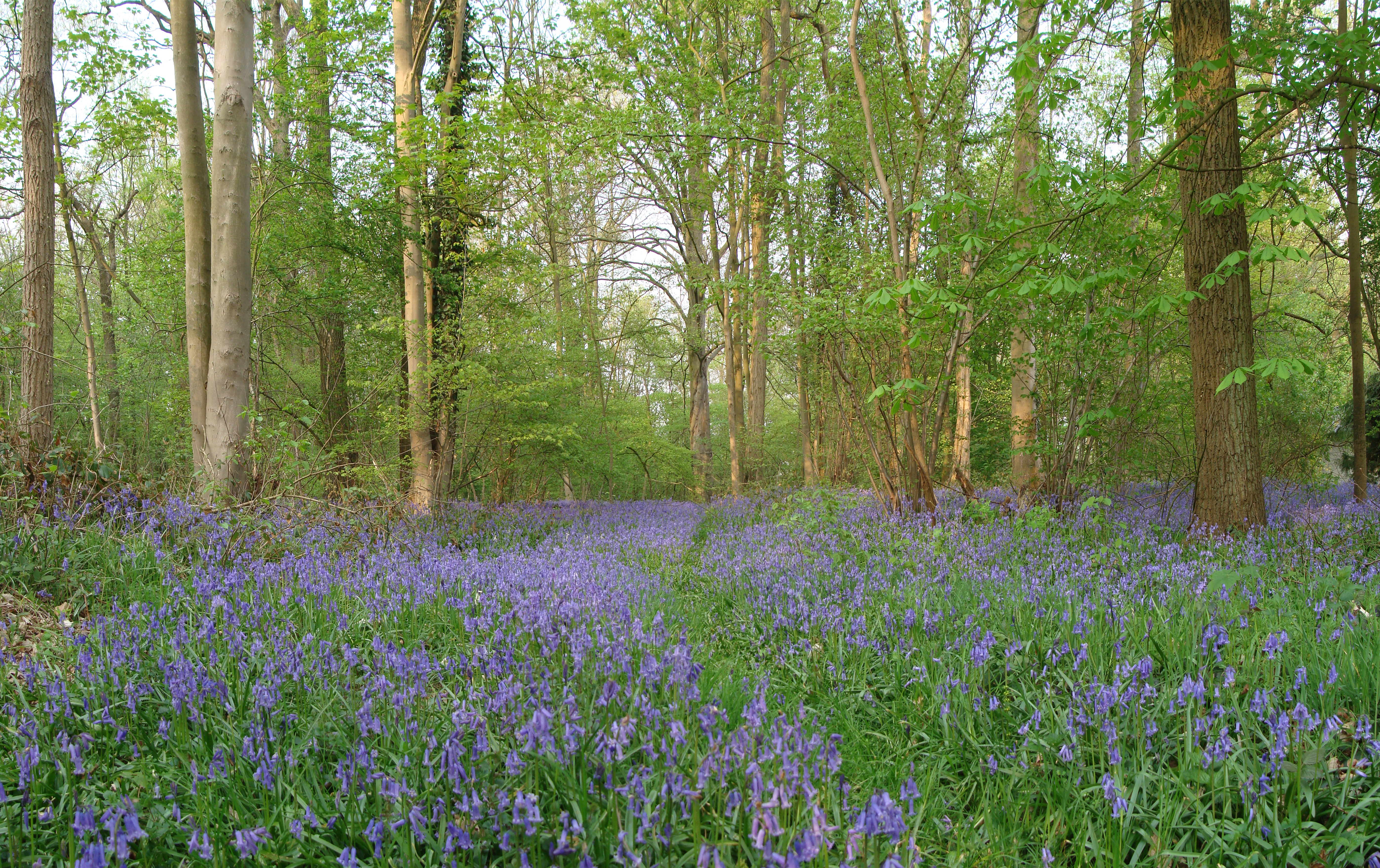
Wilde hyacinten in het bos van Ghlin (Henegouwen)

In België komt de wilde hyacint voor ten westen van de lijn Mechelen, Gembloers, Namen en Maas.
In Nederland treft men de plant vooral in de binnenduinen. De in Nederland voorkomende planten worden meestal opgevat als te zijn ontstaan door bastaardering van Hyacinthoides non-scripta en Hyacinthoides hispanica, waarvan beide waarschijnlijk niet (meer) in zuivere vorm voorkomen. Hoewel men plaatselijk wel enkele planten kan vinden met ogenschijnlijk 'zuivere' kenmerken van één der oudersoorten, lijkt het beter om zulke planten op te vatten als de uiterste vormen van de volkomen vruchtbare hybridenzwerm van de oorspronkelijke soorten.

## Ecologische aspecten
De plant wordt bestoven door hommels en zweefvliegen.
De plant wordt bedreigd door twee oorzaken:
- Ontbossing: de soort groeit alleen in oude bossen, en wegens haar grote zaden zaait ze zich slechts in haar onmiddellijke omgeving uit.
- Tuinen: door het in tuinen aanplanten van de Spaanse hyacint (Hyacinthoides hispanica) ontstaat er in toenemende mate bastaardering.

De krachtige hybride, Hyacinthoides ×massartiana heeft bredere bladeren (1,5-4 cm), zwakgeurende, licht klokvormige bloemen met blauwachtige meeldraden op een minder gebogen stengel. De hybride is fertiel en door terugkruising ontstaan tal van tussenvormen. Daardoor is er een reëel risico dat de soortechte Hyacinthoides non-scripta op termijn op veel plaatsen verloren zal gaan.

## Plantengemeenschap
De wilde hyacint is een kensoort voor het onderverbond Ulmenion carpinifoliae van het verbond van els en gewone vogelkers (Alno-padion).
Het is ook een indicatieve soort voor het eiken-haagbeukenbos met wilde hyacint (Endymio-Carpinetum) en voor het eiken-beukenbos met wilde hyacint (Endymio-Fagetum).

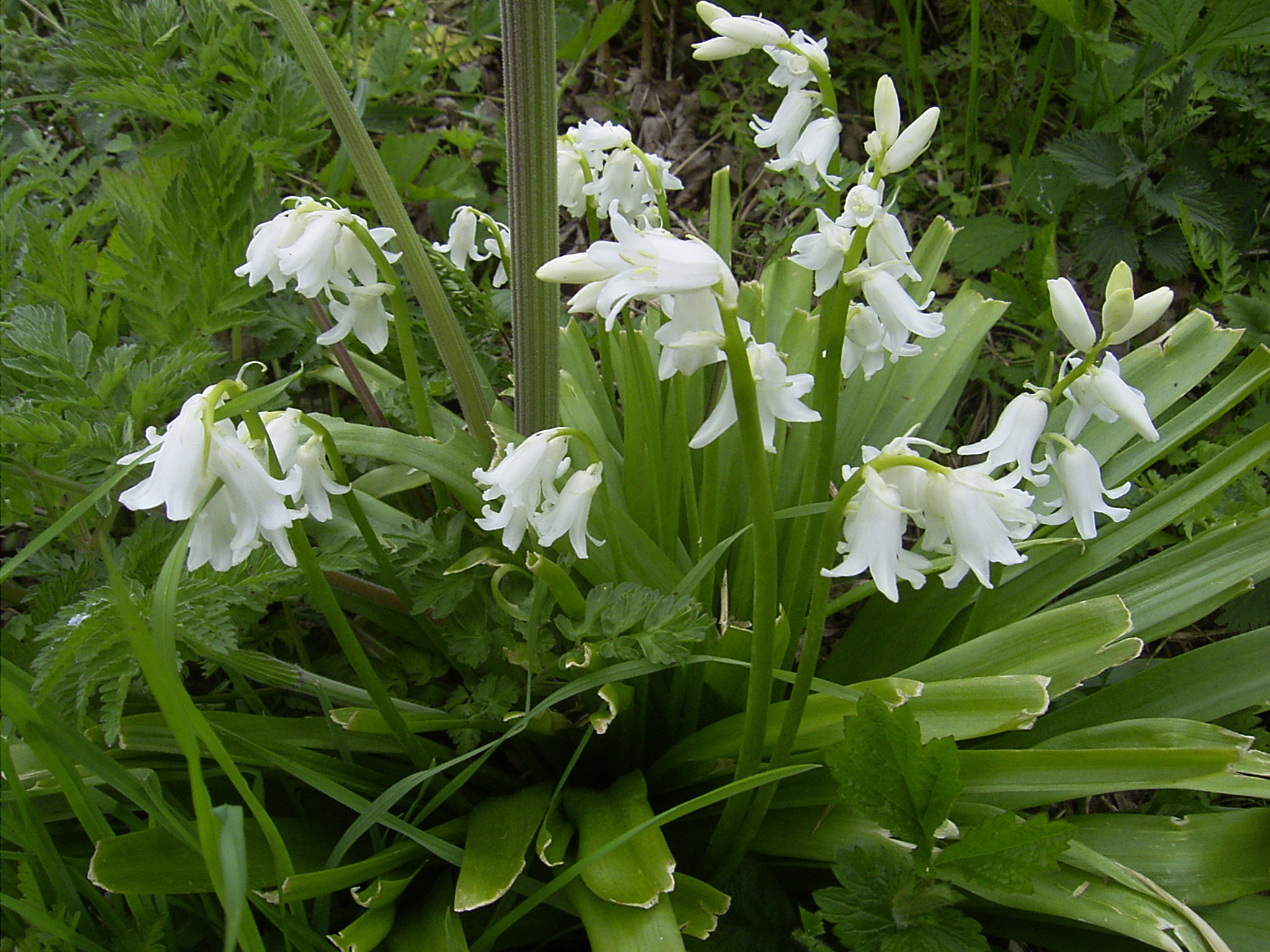
Plant met witte bloemen in de duinen ten zuiden van Scheveningen
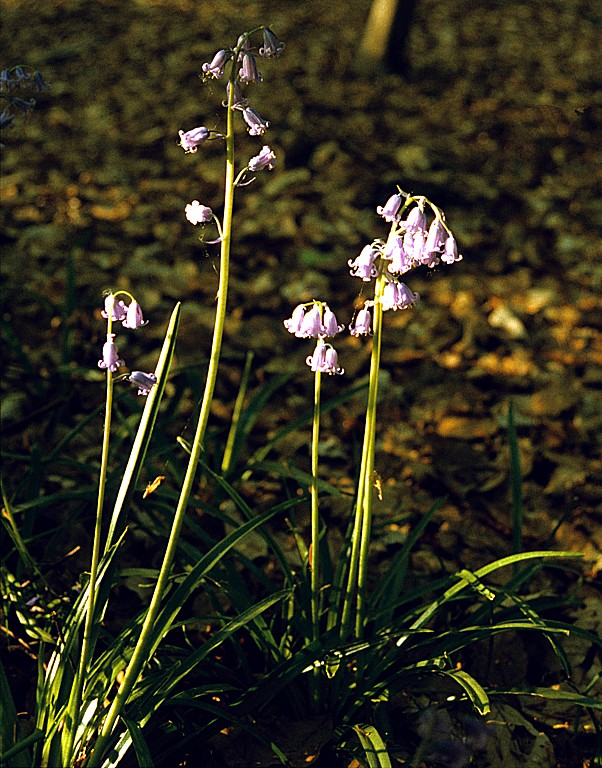
Plant met roze bloemen in het Hallerbos
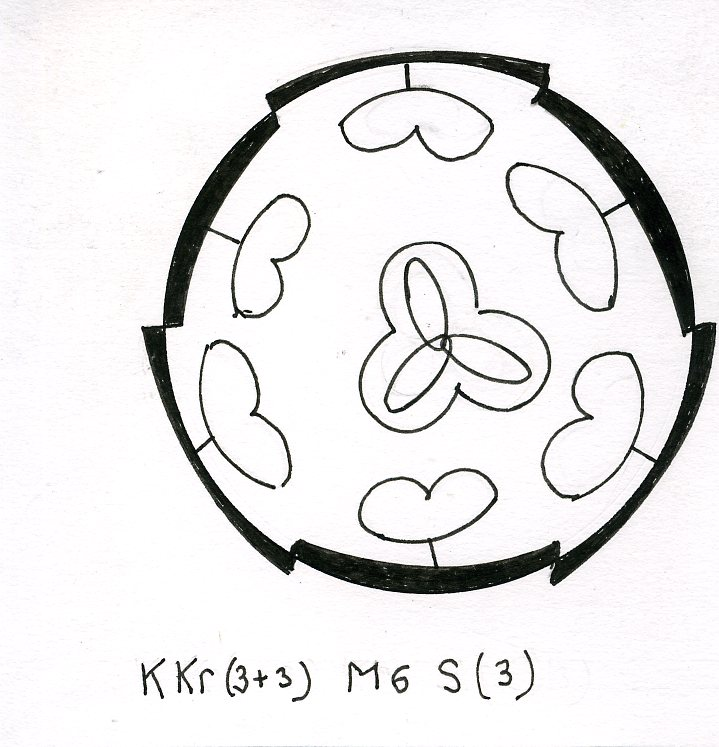
Bloemdiagram
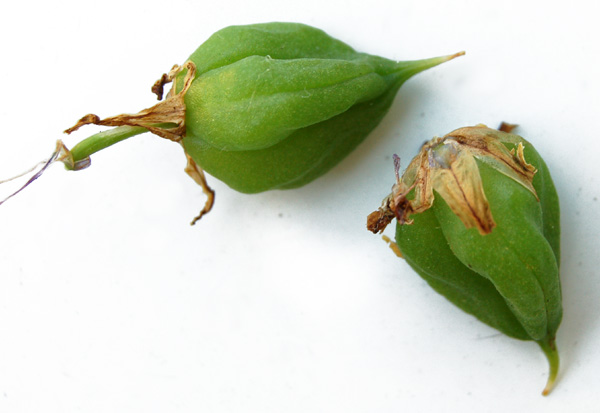
Vruchten